# Heinrich Krahnstöver
Max Heinrich Gustav Karl Krahnstöver (* 18. Februar 1883 in Oldenburg; † 4. Januar 1966 ebenda) war ein deutscher Jurist und Beamter, Vorstandsvorsitzender der Oldenburgischen Landesbank und kraft Verfügung der britischen Besatzungsmacht im Jahre 1945 auch wenige Monate lang Oberbürgermeister der Stadt Oldenburg.

## Leben
Krahnstöver war der Sohn des Rechtsanwalts Heinrich Krahnstöver und dessen Frau Luise geb. Roth. 1902 legte er am Alten Gymnasium zu Oldenburg das Abitur ab, wo er auch Mitglied der Schülerverbindung Camera obscura Oldenburgensis war. Nach dem Rechtswissenschaftsstudium arbeitete er ab Anfang 1914 unter Theodor Tantzen-Heering als Regierungsassessor. Nach dem Ersten Weltkrieg, an dem er als Hauptmann d. R. von 1914 bis 1918 teilgenommen hatte, war Krahnstöver als Ministerialrat im Oldenburgischen Staatsministerium tätig. Er war maßgeblich an der Reorganisation der Verwaltung beteiligt und erwarb sich besonders beim Auf- und Ausbau der Polizei große Verdienste. Dennoch schied er am 31. März 1923 aus der Verwaltungslaufbahn aus und war von 1923 bis 1954 in der Oldenburgischen Landesbank (OLB) als Vorstand tätig, davon die letzten 20 Jahre als Vorsitzender. Von 1954 bis 1962 war er noch Mitglied des Aufsichtsrats.
In die Zeit seiner Tätigkeit vor dem Krieg fielen vielfältige Herausforderungen und Krisen. Um diesen zu begegnen, setzte sich Krahnstöver für Beschränkungen der Filialtätigkeit und die Fusion der Landesbank mit der Oldenburgischen Spar- & Leih-Bank ein, die 1935 erfolgte.
Nach dem Zweiten Weltkrieg wurde Krahnstöver am 12. Juni 1945 auf Bitten der Alliierten Militärregierung als Oberbürgermeister der Stadt Oldenburg und Leiter der Stadtverwaltung eingesetzt und trat damit die Nachfolge von Fritz Koch an, der fünf Wochen vorher von der Militärregierung berufen worden war. Krahnstöver hatte dieses Amt bis zum 1. Dezember 1945 inne; dann wurde er von Max tom Dieck abgelöst. Während der Amtszeit Krahnstövers begannen in der Stadt Oldenburg die Aufräumarbeiten nach dem Krieg und der Aufbau beschädigter Gebäude. Die Kanalisation wurde repariert und die Versorgung mit Wasser, Gas und Strom wiederhergestellt. Krankenhäuser, Altenheime und Kindergärten wurden wiedereröffnet. In der Amtszeit Krahnstövers wurde Oldenburg – die Stadt hatte die Kriegsjahre relativ unbeschadet überstanden (nur circa 1 % des Wohnungsbestandes war im Krieg zerstört worden) – zum Zufluchtsort für ca. 36.000 Flüchtlinge und Vertriebene aus dem Osten. Die Amtszeit Krahnstövers endete, als die britische Übergangsregierung die englische Kommunalverfassung einführte und in Oldenburg erstmals ein politischer Oberbürgermeister gewählt wurde. Im Oldenburger Neubaugebiet am Brookweg wurde die Heinrich-Krahnstöver-Straße nach ihm benannt.
1936 kam es zu einer Auseinandersetzung mit den Nationalsozialisten. Krahnstövers Sohn, Heinrich Wilhelm Krahnstöver (* 21. August 1919 in Oldenburg; † 6. März 2009 in Bendorf), besuchte zu dieser Zeit das Alte Gymnasium zu Oldenburg und war ebenfalls Mitglied (Präses) der Schülerverbindung Camera obscura Oldenburgensis. Diese wurde bereits 1935 von den Nationalsozialisten verboten und als die Mitgliedschaft seines Sohnes dem damaligen Schuldirektor Hempel bekannt wurde, wurde Heinrich Wilhelm mit zwei weiteren Mitgliedern (dem Kanzler und dem Fuchsmajor) der Schule verwiesen. Krahnstöver wurde vom Ministerpräsidenten Joel mündlich mitgeteilt, dass man dafür sorgen werde, dass sein Sohn an keiner deutschen Schule zur Reifeprüfung zugelassen werde. Nach langem Hin und Her wurde sein Sohn am Mariengymnasium in Jever aufgenommen und legte dort das Abitur ab.

## Familie
Krahnstöver war verheiratet mit Mechthild geb. Calmeyer-Schmedes, einer Tochter des Oberregierungsrats Theodor Calmeyer-Schmedes (1857–1920). Das Ehepaar hatte drei Kinder.

## Ehrungen
- 1953: Verdienstkreuz (Steckkreuz) der Bundesrepublik Deutschland